# 300932 Кислюк
300932 Кислюк (300932 Kyslyuk) — астероїд головного поясу, відкритий 11 лютого 2008 року в Андрушівці.
Відповідно до стандартної зоряної величини 15,6, діаметр астероїда оцінюється у 2–5 км (за умови, що його альбедо лежить у межах 5–25%).